# Altenbeichlingen
Altenbeichlingen is een plaats in de Duitse gemeente Beichlingen, deelstaat Thüringen.
Altenbeichlingen maakte deel uit van de gemeente Beichlingen tot deze op 1 januari 2019 opging in de gemeente Kölleda